# Bretea Română
Bretea Română is een Roemeense gemeente in het district Hunedoara.
Bretea Română telt 2929 inwoners.